# Joseph Philibert Leblanc
Pour les articles homonymes, voir Leblanc.
Joseph Philibert Leblanc est un fermier et un homme politique canadien.

## Biographie
Joseph Philibert Leblanc est né le 20 avril 1890 à Carleton-sur-Mer, au Québec. Son père est William LeBlanc et sa mère est Mary Ann Pardiac. Il épouse Evelina Bourg le 11 septembre 1917 et le couple a cinq enfants.
Il est député de Restigouche à l'Assemblée législative du Nouveau-Brunswick de 1935 à 1939 en tant que libéral. Il est aussi conseiller municipal du comté de Restigouche.